# ميغيل أنخيل رييس
ميغيل أنخيل رييس (و. 1992  م) هو راكب دراجة هوائية كولومبي، ولد في بوغوتا.

## روابط خارجية
- ميغيل أنخيل رييس على موقع الاتحاد الدولي للدراجات (الإنجليزية)
- ميغيل أنخيل رييس على موقع أرشيف الدراجات (الإنجليزية)
- ميغيل أنخيل رييس على موقع إحصائيات الدراجات الإحترافية (الإنجليزية)